# Nekropole von Castelluccio in Noto

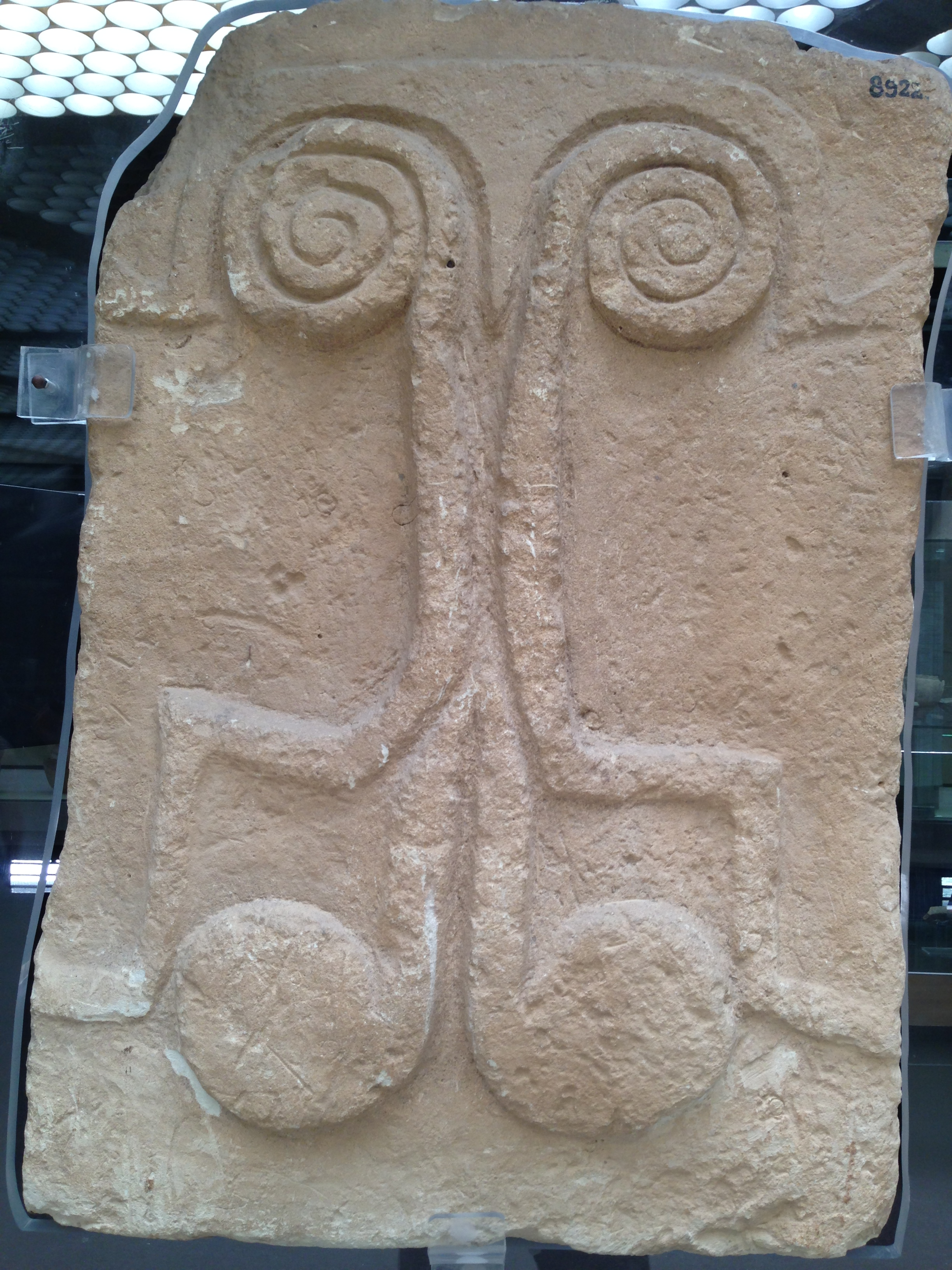
Türplatte mit Spiral- bzw. Augenmotiv

Die frühbronzezeitliche Nekropole von Castelluccio in Noto im Freien Gemeindekonsortium Syrakus auf Sizilien in Italien besteht aus etwa 175 Felsgräbern, die in die Felswände des Cava della Signora geschnitten worden sind. Mehrere Grabfassaden sind mit Vorhallen, Pfeilern und Pilastern versehen.
Das besterhaltene Grab wird von einer Vorhalle mit vier aus dem Fels gehauenen Säulen markiert. Andere Felskammern der Nekropole haben Aufnahmen für Türsteine mit Spiral- bzw. Augenmotiven. Die Nekropole ist namengebend für die von Paolo Orsi (1859–1935) entdeckte Castelluccio-Kultur um etwa 2200 bis 1800 v. Chr.
Die Türplatten sind im Museo archeologico regionale Paolo Orsi ausgestellt.